# Cebukauz
Der Cebukauz (Ninox rumseyi) ist eine Eulenart aus der Gattung der Buschkäuze (Ninox). Er ist auf der philippinischen Insel Cebu endemisch.

## Merkmale
Der Cebukauz erreicht eine Körperlänge von 25 cm. Die Schnabelfirstlänge des Holotypus beträgt 13,1 mm, die Flügellänge 195 mm, die Lauflänge 38,4 mm und die Schwanzlänge 98,5 mm. Die Art ist rundköpfig mit nur kurzen fadenähnlichen Verlängerungen auf den Ohrbüscheln. Die Kehle ist weiß. Die Oberseite ist durch eine ziemlich ausgeprägte und dichte Zeichnung charakterisiert. Die Unterseite ist durch schwache Binden oder nur einigen dunklen Sprenkeln gekennzeichnet. Bürzel und Unterschwanzdecken sind weißlich. Der Kopf ist meist dunkelbraun, stumpfer und schwach gezeichnet mit undeutlichen helleren Flecken auf dem Gesicht. Der Scheitel ist mit Reihen von bräunlichen Sprenkeln versehen, die ihm ein gestreiftes oder geflecktes Aussehen verleihen. Die Kopfseiten und der Hals zeigen die gleiche Musterung, wobei diese ziemlich undeutlich gestreift aussehen kann. Von vorne gesehen bilden Kopf und Hals eine Haube, die mit dem helleren Unterkörper kontrastiert. Über der Kehle befindet sich ein auffälliger weißer Fleck, der in bestimmten Körperhaltungen weitgehend verdeckt sein kann. Die ziemlich kurzen, hellen Überaugenstreifen können manchmal undeutlich sein, sind aber häufig auffällig und weiß. Die übrige Unterseite ist dunkelbraun, dicht und schmal gelbbraun bis rötlich-gelbbraun gebändert. Dieses Muster ist manchmal auf der Unterseite nur schwach ausgeprägt. Die äußeren Schulterblätter sind weitgehend weiß mit einer schmalen dunkelbraunen Umrandung und einer etwas lebhaften gelbbraunen Färbung zwischen den weißen und dunkelbraunen Bereichen. Die Oberflügeldecken sind wie der Rücken gefärbt, die größeren und einige äußere Mitteldecken sind meist stärker mit hellen, bräunlichen bis weißen Binden gezeichnet, die Schwungfedern und die Schirmfedern sind meist dunkel stumpfbraun. Die bräunlichen, kerbförmigen Markierungen auf den freiliegenden Außenfahnen bilden schmale Flügelbinden. Die Innenfahnen sind schwach gebändert. Die Unterflügeldecken sind meist rosa-gelbbraun bis violett mit sehr dunklen Flecken oder kurzen Binden. Die Flügeldecken und größeren Handdecken sind dunkelbraun mit deutlicher bräunlicher Bindenzeichnung, wobei diese Binden auf der distalen Hälfte der Flügeldecken schmaler und undeutlicher werden. Der Schwanz ist ebenfalls dunkelbraun mit bräunlichen Binden. Der Bereich von der Brust bis zu den Flanken sowie der Bauch sind rosa-gelbbraun bis rostbraun mit schwachen und unregelmäßigen dunkelbraunen kurzen unterbrochenen Binden, manchmal auch mit einigen weißlichen Streifen, oder eher diffus fleckig mit nur einigen dunklen Sprenkeln. Der Bürzel und die Unterschwanzdecken sind weiß bis hell gelbbraun mit einigen stumpfbraunen Sprenkeln. Die Iris ist zitronengelb bis olivgelb. Der Schnabel ist stumpfoliv, entlang des Schnabelfirstes und an der Spitze gelber. Die halb unbefiederten Tarsen und Füße sind ockergelb, die Krallen meist schwarz. Oberseits und auf dem Kopf ist der Cebukauz kontrastreicher gemustert als der Romblonkauz.

## Systematik
Das Typusexemplar des Cebukauzes, ein Weibchen, wurde im März 1888 von Frank Swift Bourns und Dean Conant Worcester gesammelt und unter dem Namen Ninox philippensis spilonota im Norwich Castle Museum deponiert. Nach der Wiederentdeckung des Cebukauzes im Jahr 1998 erkannten Pamela C. Rasmussen und ihre Kollegen, dass es sich um eine eigenständige Art handelt, und beschrieben diese im Jahr 2012 als Ninox rumseyi. Das Artepitheton ehrt den Ornithologen und Naturschützer Stephen John Raymond Rumsey, der BirdLife International erheblich unterstützt hat und durch dessen Hilfe Forschung und Naturschutz auf Cebu nachhaltig vorangebracht wurden.

## Lebensraum
Der Cebukauz bewohnt verschiedene Waldtypen. Gelegentliche Nachweise gab es in reinen Plantagengebieten. Nahrungs- und Ruheplätze können sich sowohl im Waldinneren als auch am Waldrand, manchmal auch in der Nähe von Lichtungen und Farmen, befinden. Zwei Nester wurden im Wald von Alcoy in einer Höhe von weniger als 700 m entdeckt. Diese befanden sich in unmittelbarer Nähe von landwirtschaftlich genutzten Lichtungen in kleinen Waldstücken, die von den Menschen zum Sammeln von Feuerholz aufgesucht werden. Ein Nest befand sich in einem Gebiet mit sekundärer Bepflanzung.

## Lautäußerungen
Der Reviergesang umfasst mittelhohe, unregelmäßige Strophen, die schnell und unregelmäßig mit mehreren Tonarten vorgetragen werden. Er ist sehr variabel in Rhythmus und Tonart, obwohl die meisten Töne aus zwei Haupttypen bestehen: raue Stakkato-Töne und klagende kurze Untertöne; seltener metallische, laubfroschähnliche, nach oben gezogene, abrupte bwick!-Töne, manchmal mehrere in schneller Folge; auch tiefe, klare, abrupte duit!-Glockentöne, die manchmal schnell wiederholt werden, sowie ein heiseres, rauschendes Kreischen mit einer Dauer von ca. 0,6 Sekunden.
Duette bestehen aus mittellangen Strophen, die mit mehreren tiefen, weichen djuk- und gwick-Tönen beginnen, in ein djuk, Kyeur-gwuck, djuk, Kyeur-gwuck übergehen, nach ca. 30 Sekunden ausklingen und nach einer Pause von einigen Sekunden wieder von vorne beginnen. Bei Strophen, die nicht im Duett wiedergegeben werden, handelt es sich um lange Reihen von kurzen Kyeur-Tönen, die durch kurze Pausen unterbrochen sind und in djuk, Kyeur djuk, Kyeur...-Reihen und noch umfassendere Versionen übergehen. Die Stimme ähnelt im Allgemeinen am meisten der des Romblonkauzes (Ninox spilonotus), der Gesang ist jedoch viel schneller, wenn auch relativ tief, und es fehlen die langen Pausen zwischen den Tönen innerhalb einer Strophe, die für den Romblonkauz typisch sind. Die Stimme zeigt auch Ähnlichkeiten mit der des Mindorokauzes (Ninox mindorensis).

## Lebensweise
Zu den nachgewiesenen Beutetieren gehören Ratten, kleine Vögel wie Nektarvögel (Nectariniidae), Mistelfresser (Dicaeidae), Meisen (Paridae) und Fliegenschnäpper, Nattern (Colubridae), Agamen (Agamidae), Skinke und Geckos, Frösche und Kröten, Zikaden (Cicadidae), Fangschrecken (Mantidae), Nachtfalter (Lepidoptera), Gespenstschrecken (Phasmida) und Echte Grillen (Gryllidae).
Eier wurden Anfang Mai entdeckt. Das Brutpaar bewohnt ca. 10 ha Wald (möglicherweise mehr, wenn die von beiden Geschlechtern genutzten Gebiete nicht vollständig übereinstimmen). Zwei Nester wurden in natürlichen Höhlen von ca. 10 × 20 cm in 2 bis 2,5 m Höhe in den Hauptstämmen hoher Bäume (13 m und 20 m Höhe) gefunden. Ein Nest befand sich in Melanolepis multiglandulosa, einer einheimischen Pionierbaumart mit ziemlich weichem Holz, das andere war in einem abgestorbenen, stehenden Baum der Art Vitex parviflora, bei dem das Holz härter ist, als bei der vorgenannten Art. Ein Nest enthielt 2 Eier. Weitere Angaben liegen zum Fortpflanzungsverhalten nicht vor.

## Gefährdung und Schutz
Kurz nach seiner Entdeckung im Jahr 1888 verschwand der Cebukauz aus dem Fokus der Wissenschaft und wurde erst nach einer Pause von 110 Jahren erneut gesichtet. Die IUCN klassifiziert ihn als „stark gefährdet“ (endangered). Die Art hat ein eingeschränktes Verbreitungsgebiet und kommt in der Endemic Bird Area Cebu vor. Der verbleibende Wald auf Cebu besteht nur noch aus elf Arealen mit einer Gesamtfläche von 17 km² (ca. 0,3 % der Gesamtfläche von Cebu). Die fünf größten Waldgebiete Tabunan, Dalaguete, Boljoon, Argao oder Mt. Lantoy und Alcoy, wurden von März bis Juni 2011 studiert. In diesen fünf Wäldern wurden insgesamt 52 Käuze im Waldinneren, am Waldrand und in den Wäldern/Pflanzungen nachgewiesen, was auf eine geschätzte Gesamtpopulation von 130 bis 200 Paaren oder 260 bis 400 geschlechtsreifen Individuen schließen lässt. Aufgrund von Überbauung, Wilderei und Brennholzsammeln schreitet die die Beeinträchtigung und der Verlust der verbleibenden Waldfragmente weiter voran.